# GDDR5
第五版圖形用雙倍資料傳輸率記憶體（Graphics Double Data Rate, version 5，簡稱GDDR5），是一種高性能顯示卡使用的同步動態隨機存取記憶體，专为高带宽需求电脑应用所设计。由AMD、SK Hynix、三星電子、NVIDIA、JEDEC等聯合制定，取代GDDR3以及GDDR4顯示記憶體。

## 技術細節
GDDR5和GDDR4一樣基於DDR3 SDRAM改造而來，基本記憶體架構和DDR3相若，記憶體預取也是相同的8n設定。所謂的「預取」，即記憶體晶片內部的記憶體陣列傳輸率與輸出/輸入（I/O）存取傳輸率的比值，「8n」代表I/O緩衝區一次讀取記憶體陣列中8位元的資料，提升記憶體外部的傳輸速度。
GDDR5為了增大頻寬並降低延時，避免出現GDDR4那樣高頻寬但高延時的情況，與DDR3相比，GDDR5顯示記憶體使用了DQ并行双数据总线，相当于提供了在GDDR3的基础上多加了一条通道，而GDDR3顯示記憶體、DDR3記憶體却只有一条通道；另外，GDDR5採用時脈分離的設計，位址與命令匯流排採用其中一組時脈信號，而資料匯流排則採用另外獨立的一組，且為位址與命令匯流排時脈的兩倍。所以GDDR5的理論速度可达DDR3的四倍、GDDR3/GDDR4的兩倍，5GT/s以上的高傳輸率（亦即坊間所謂的5GHz高頻）變成可能，透過高頻率有可能使一款128bit的顯卡性能超過DDR3的256bit顯卡。。
相比GDDR3或GDDR4顯示記憶體而言工作电压從1.8V降為电压仅有1.5V，还具有新电源管理技术，功耗更低。且GDDR3使用的为80nm制程，而GDDR5为55nm，制程的提高使相同容量芯片的体积缩小，發熱量也可以低许多。
一般GDDR5需搭配PCI-E以上規格的顯卡才有支援。但Sony新一代家庭游戏机PlayStation 4也使用了GDDR5，其搭載由AMD定制的APU，配合HSA，可直接使用GDDR5作為資料存取使用。

### 頻率
廠商標示的是數據頻率，數據頻率相等於運作頻率的4倍。6000MHz GDDR5的實際運作頻率是1500MHz。DDR記億體會於一個時鐘周期內的上升期和下降期各傳輸一次數據，DQ并行双总线也令數據傳輸量倍增。

## 下一代接替品
2011年早期有消息指出，DDR4 SDRAM記憶體問世後，將會有基於DDR4標準的GDDR6顯示記憶體標準，亦即「第六版圖形用雙倍資料傳輸率」（Graphics Double Data Rate, version 6，簡稱GDDR6），將由AMD與JEDEC於2012年合作制定，除此以外還有NVIDIA、Intel、高通、德州仪器、Cisco等資訊企業參與該標準的制定。該標準或基於DDR4 SDRAM，與基於DDR3 SDRAM的GDDR5將有不少技術差異。
儘管有不少消息稱該標準將於2014年完成，實際產品將會到2020年會大規模使用。然而，至2015年4月為止JEDEC以及其相關合作夥伴仍未公佈任何關於GDDR6的相關資訊。直到2015年4月為止，NVIDIA所發售的GeForce 900系列顯示核心仍然使用GDDR5顯示記憶體，但等效時脈提升至7,010MHz上下；而AMD則是公佈了HBM堆疊式顯示記憶體技術，2015年6月，AMD發表Radeon Rx 300系列有搭載HBM技術的顯示卡。
HBM比起GDDR5擁有更高的頻寬和位元，每一顆HBM記憶體就高達1024位元，時脈只有500MHz左右，電壓也比GDDR5低，還能縮小記憶體顆粒佈置空間，不過製造困難成本也高，所以供應量非常少。因HBM產量低而且成本高昂，此時再有GDDR6顯示記憶體將接替GDDR5的消息流出。
在HBM發佈之後，HBM 2也成功開發出來，記憶體位元提升至兩倍。
美光科技於2015年10月宣布成功開發出GDDR5X，比GDDR5更高、逼近現時HBM的頻寬速度（於記憶體匯流排維持256位元、等效時脈14GHz的條件下，至少可擁有448GB/s的頻寬）。目前已知GDDR5X相較於GDDR5的改變，在於記憶體預取從8n提升到16n、更低的運行電壓（和DDR3L相同的1.35V）、其餘部分與GDDR5的基本相同。NVIDIA Pascal架構的顯示核心，旗艦型號使用GDDR5X記憶體。

## 外部連結
- Introduction To GDDR5 SGRAM(by ELPIDA)
- Making Accurate Measurements on GDDR5 Memory Systems